# Lastprofil

Lastprofile nach EWE im Frühjahr 2014 mit Kraftwerkseinsatz werktags schematisch – heute veraltet

Lastprofil, Lastgang, Lastkurve, Lastganglinie, Lastgangkennlinie oder, je nach Zeitachse, auch Tages- oder Jahresgang bezeichnen in der Elektrizitätswirtschaft bzw. Energieversorgung den zeitlichen Verlauf der abgenommenen Leistung (z. B. der elektrischen Leistung oder der Gas-Leistung) über eine zeitliche Periode.
Lastprofile werden im Allgemeinen für ein Kalenderjahr oder für den Folgetag erstellt. Dabei ist für Stromprofile in der Regel eine 1/4-stündlicher Granularität (d. h. ein Lastwert für jede Viertelstunde des Jahres) erforderlich, Gasprofile werden in der Regel nur in Tages- oder Stundengranularität erstellt.
Für Strom wie für Gas zeigt der Verlauf der abgenommenen Leistung starke Saisonkomponenten und ist unter anderem abhängig von Jahreszeit, Wochentag und Uhrzeit. Weiterhin ist insbesondere die Gasabnahme stark temperaturabhängig.
Dem Lastprofil des Stromabnehmers entspricht das Einspeiseprofil der Stromerzeuger.

## Elektrizität

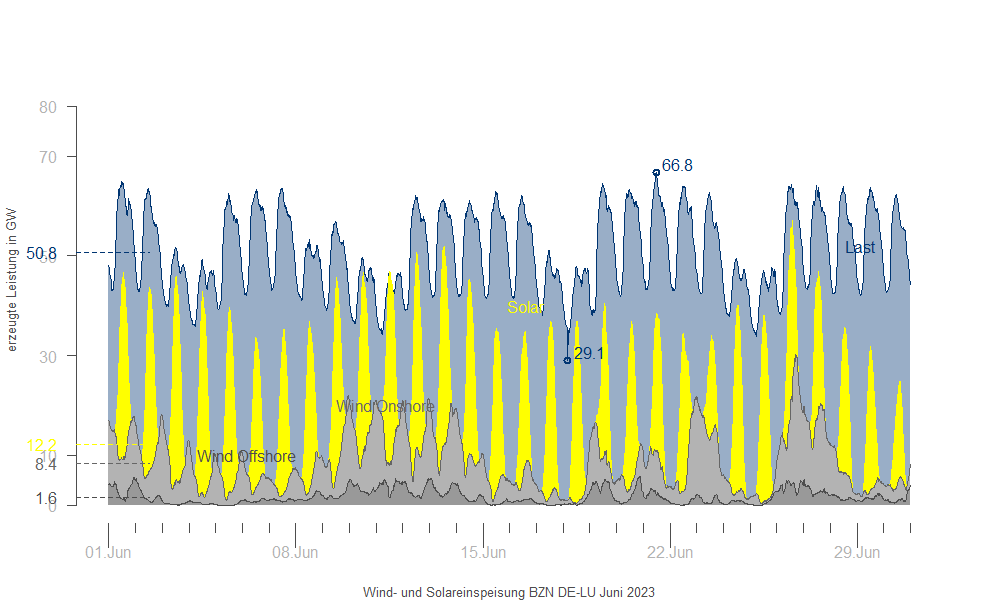
Lastprofil des Gesamtstromverbrauchs im Juni 2023 in Deutschland und Luxemburg zusammen mit dem Einspeiseprofil der Wind- und Solarstromerzeugung im gleichen Zeitraum, Quelle Entso-E Transparenzplattform

Damit das Netz stabil bleibt, muss die Stromerzeugung zu jedem Zeitpunkt mit der Last übereinstimmen. Da elektrische Energie nur in geringem Umfang und unter Verlusten gespeichert werden kann, muss die Stromerzeugung den zeitlichen Schwankungen der Verbraucherlasten nachfolgen oder die Lasten durch Verbrauchermaßnahmen oder Fernsteuerung der Versorgungsnetzbetreiber (VNB) der verfügbaren Leistung angepasst werden.
Die Strombeschaffung (Prinzip von „Energy only“) der Energieversorger erfolgt dabei gelegentlich teilweise über langfristige Verträge zur Basisversorgung, meist jedoch ganz oder teilweise über den Stromhandel.
Die Stromerzeugung muss insgesamt über den Einsatz aller Kraftwerke den tatsächlichen Energiebedarf exakt decken. Dass dies geschieht, wird über die Preismechanismen des Handels und das Bilanzkreismanagement sichergestellt.
Da der Stromlieferant die von ihm an seine Kunden gelieferten Mengen in 1/4-h-Granularität exakt beschaffen muss (siehe auch Marktdesign der Stromwirtschaft), muss er dieses Absatzprofil möglichst exakt messen und prognostizieren. Abweichungen zwischen Istabnahme und prognostizierten und beschafften Mengen werden dem Lieferanten als Ausgleichsenergie in Rechnung gestellt und sind für ihn mit Preisrisiken verbunden.
Bei Verbrauchern mit einem Jahresverbrauch von mehr als 100.000 kWh/a werden daher die tatsächlich abgenommenen Lastgänge gemessen. In diesen Fällen spricht man vom gemessenen Lastprofil. Hierfür werden fernausgelesene 1/4-h-Lastgangzähler verwendet. Die Daten der Messung werden einmal täglich per Telefon oder Funk ausgelesen. Auf Basis der gemessenen Lastgänge werden Prognoselastgänge für die Zukunft erstellt, die dann Grundlage für die Energiebeschaffung sind. Prognosen werden im Allgemeinen bei Vertragsabschluss für das kontrahierte Lieferjahr erstellt und im Rahmen der Lieferung dann jeden Tag für den Folgetag. Dabei wird die Abhängigkeit der Last von Saison, Wochentag, Uhrzeit usw. berücksichtigt.
Für Verbraucher mit einem geringeren Jahresverbrauch ist die Lastgangmessung zu aufwendig. Für diese Verbraucher existieren sogenannte Standardlastprofile (SLP). Hierbei wird das zeitliche Verbrauchsverhalten eines typischen Endverbrauchers durch normierte kundengruppen- oder branchenbezogene Verbrauchsmuster substituiert. Durch Gewichtung mit der geschätzten (Prognose) bzw. gemessenen (Abrechnung) Jahresarbeitsmenge wird so ein Lastprofil für diese Kleinverbraucher erstellt. Dabei wird oft zwischen Wochentagen, Samstagen und Sonntagen (Typtage) sowie teilweise zwischen drei jahreszeitlichen (saisonalen) Bereichen (Übergangsjahreszeiten, Sommer, Winter) unterschieden. sodass es insgesamt neun typische Standard-Tageszeitprofile gibt. Der Lieferant ist im Falle von Kleinabnehmern verpflichtet, seine Liefermengen auf Basis von Standardlastprofilen zu beschaffen. Die Differenz zwischen dem tatsächlichen Abnahmeprofil von Kleinkunden und ihrer Abnahme auf Basis von Standardlastprofilen landet hier beim Verteilnetzbetreiber, der diesen Differenzlastgang beschaffen muss und den Lieferanten als Mehr-Mindermengen weiterverrechnet.
Wichtige Veränderungen entstehen durch die seit 1. Januar 2017 verpflichtend einzubauenden „Smartmeter“.

Tageslastkurve (Tagesgang) eines Einpersonenhaushalts.
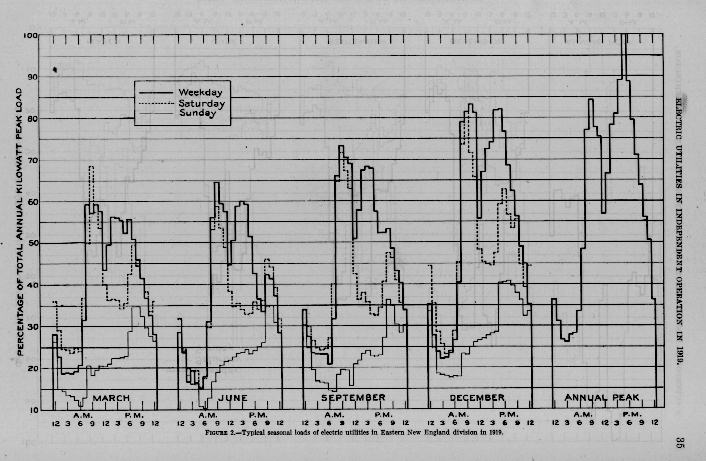
Mittlere Tageslastkurven in Abhängigkeit vom Wochen- und Jahrestag (1919).

## Gasversorgung
Lastprofile finden auch im liberalisierten Gasmarkt Anwendung. Sowohl bei der Fortschreibung gemessener Lastgänge in die Zukunft wie auch bei Standardlastprofilen ist die Temperaturabhängigkeit zu berücksichtigen. Somit werden gemessene Lastgänge auf ihre Temperaturabhängigkeit hin analysiert und Prognoselastgänge für den Folgetag sind in der Regel formelbasiert und beinhalten eine Temperaturprognose für den Folgetag und möglicherweise auch Temperaturen vorangehender Tage, Globalstrahlung und weitere Variablen.